# Schwarz Mór
Schwarz Mór, másként Salgó Móric, névváltozat: Schwarcz (Kanitz, 1848. augusztus 13. – Budapest, Terézváros, 1925. április 28.) állami polgári iskolai tanár és hírlapíró.

## Életútja
Schwarcz Lázár és Deutsch Lujza fiaként született. A gimnáziumot Nikolsburgban, a Somogy vármegyei Csurgón – ahol a magyar nyelvet is elsajátította – és Budapesten végezte, majd az Országos Izraelita Tanítóképző-Intézetben folytatta tanulmányait. Ezután a tanítói pályára lépett és hat évig mint izraelita felekezetű tanító működött. 1875-ben a felső nép- és polgári iskolák számára a földrajz-történeti szakból nyert képesítést. 1874-től a hódmezővásárhelyi községi gazdasági felső népiskolában a magyar nyelv, földrajz, történelem, alkotmánytan és természetrajz tanára volt, egyszersmind az iparos-ifjúsági önképző egylet titkára, a negyedik olvasó-népkör alelnöke és az Új utcai gazdakör jegyzője. 1894-ben az ugyanott megnyílt állami polgári iskola tanárává nevezték ki. 1896-ban saját kérelmére Kapuvárra (Sopron megye), 1899-ben Lippára (Temes megye), 1902-ben Pásztóra helyezték át. 1903-tól a somorjai (Pozsony megye) polgári iskolában tanított. 1898-ban Schwarcz családi nevét Salgóra változtatta. Halálát érelmeszesedés okozta.
1874-től az Ábrai Károly szerkesztette Vásárhelyi Közlöny, majd ennek megszűnésével az Endrey Gyula szerkesztése alatti Vásárhely és Vidéke című lapoknál tíz évig működött; egyidejűleg a Szegedi Naplóba is írt cikkeket. 1896-tól 1899-ig az általa alapított Rábaközi Hirlap főmunkatársa volt Kapuváron, illetve a Soproni Naplón külső munkatársa. 1899-től 1902-ig a Lippa és Vidékének főmunkatársa volt. 1902-ben megalapította a Pásztó és Vidéke című hetilapot Platthy Adorján szerkesztése alatt. 1903-tól a pozsonyi Nyugatmagyarországi Hiradónak munkatársa volt, mely lapba 1905-ben Karlsbadból küldött leveleket és cikkeket, melyekben a fürdőt és a vidék iparát írta le. Az 1890-es években a Gross-Becskereker Wochenblattba is írt. Cikke a Vásárhely és Vidékében (1887. 12. sz. Nagy Tamás 1849–1887.)
Álnevei és jegyei: Veritas, Morvay, –, =, Q. S. M. 1873–82-ig stb.

## Családja
Felesége Bogenglück Janka (1851–1929) volt, akivel 1921. augusztus 21-én ünnepelték aranylakodalmukat az Aréna úti zsinagógában.
Gyermekei:
- Salgó Imre (1881–?)
- Salgó Ilona (1883–?) zongoratanár. Férje Révész Márton (1880–?) magánhivatalnok.
- Salgó Lajos (1889–1968) államvasúti tisztviselő. Felesége Adler Ilona (1885–?).
- Salgó Lujza (1895–1910)